# Acacieae
Acacieae es una tribu de la subfamilia Mimosoideae que pertenece a la familia Fabaceae.
Presentan flores con una gran cantidad de estambres (siempre más de 10) con los filamentos libres. Las hojas en los miembros de esta tribu son bipinnadas o  se hallan substituidas por filodios. En algunas especies de Acacia s. s., coexisten ambos, los filodios y las hojas bipinnadas, especialmente en los individuos jóvenes. Pueden ser inermes o presentar estípulas espinosas.

## Géneros
- Acacia s. s. (anteriormente Acacia subg. Phyllodineae)
- Acaciella (anteriormente Acacia subg. Aculeiferum  sect. Filicinae)
- Mariosousa (anteriormente Acacia subg. Aculeiferum sect. Acacia coulteri group)
- Parasenegalia
- Senegalia (anteriormente Acacia subg. Aculeiferum sect. Spiciflorae)
- Vachellia (anteriormente Acacia subg. Acacia)[1][2]